# Höök (efternamn)
Höök, även skrivet Hök, är ett svenskt efternamn, som även använts som soldatnamn. Det kan avse:
- Andreas Hök (1566–1620), präst
- Bertil Hök (1906–1970), arkitekt
- Bertil Höök (1903–1977), arkitekt
- Brita Andersdotter (Hök) (1586–1671), affärsidkare
- Bror Berndt Höök (1834–1901), finländsk militär och kanalbyggare
- Carl Höök (1848–1927), godsägare och riksdagsman
- Catharina Höök (död 1727), bokbindare och boktryckare
- Elin Hök (1889–1974), bibliotekarie och författare
- Elsie Höök (1927–2017), skådespelare
- Erik Höök (1920–1997), nationalekonom
- Fridolf Höök(1836–1904), finländsk upptäcktsresande och folklivsforskare
- Gabriel Höök (1698–1769), domkyrkoorganist
- Gunnar Höök (1905–1975), målare och folkskollärare
- Ivar Hök (1876–1954), ingenjör
- Jan Höök (1929–2014), arkitekt
- Johan Christian Heuch (1838–1904), norsk biskop och religiös författare
- Lars-Olof Höök (född 1945), längdhoppare
- Malla Höök (1811–1882), skådespelare och kurtisan
- Marianne Höök (1918–1970), journalist, författare och översättare
- Per Larsson Höök (1645–1706), lagman och härqdshövding
- Sven Niklas Höök (1731–1787), konstnär och tecknare
- Wilhelm Hök (1858–1933), civilingenjör och företagsledare
- Åke Hök (1889–1963), militär